# Cpbc FM
cpbc FM은 대한민국 가톨릭평화방송에서 운영하는 라디오 채널이다. 수도권에서 FM 105.3㎒로 방송되며 매일 오전 5시부터 다음 날 오전 2시까지 하루 21시간 방송된다. 1990년 4월 15일에 개국되었으며, 해외에서는 가톨릭평화방송 앱에서 청취할 수 있다. 각 프로그램 (뉴스 제외)에는 편지와 엽서뿐 아니라 휴대전화를 이용해서 짧은 문자메시지(#1053-정보이용료 50원 별도), 긴 문자메시지, 사진(#1053-정보이용료 100원 별도), CPBC 라디오 앱에서 방송에 참여할 수 있다.

## 연혁
- 1990년 4월 15일 - cpbc FM 개국 (호출부호 HLQP-FM, 주파수 초단파 105.3㎒, 출력 5㎾, 관악산 송신소 전파 발사)

## 방송 프로그램(편성표)
2025년 4월 28일 기준
- 가톨릭평화방송 뉴스는 평일 낮 12시부터 15분간 CPBC 정오종합뉴스에서만 방송된다.

| 방송시간 | 방송 프로그램                                               | 방송 프로그램                                                     | 방송 프로그램                                                 | 방송 프로그램                                                                                | 방송 프로그램                                                    |
| 방송시간 | 수도권                                                      | 부산권                                                            | 대전·세종·충청권                                              | 대구·경북권                                                                                  | 광주·전남권                                                      |
| -------- | ----------------------------------------------------------- | ----------------------------------------------------------------- | ------------------------------------------------------------- | -------------------------------------------------------------------------------------------- | ---------------------------------------------------------------- |
| 05:00    | 매일미사 (전국방송, 가톨릭성가 제공)                        | 매일미사 (전국방송, 가톨릭성가 제공)                              | 매일미사 (전국방송, 가톨릭성가 제공)                          | 매일미사 (전국방송, 가톨릭성가 제공)                                                         | 매일미사 (전국방송, 가톨릭성가 제공)                             |
| 06:00    | 삼종기도                                                    | 삼종기도                                                          | 삼종기도                                                      | 삼종기도                                                                                     | 삼종기도                                                         |
| 06:05    | 그대에게 평화를 김부긍입니다                                | 그대에게 평화를 김부긍입니다                                      | 그대에게 평화를 김부긍입니다                                  | 그대에게 평화를 김부긍입니다                                                                 | 그대에게 평화를 김부긍입니다                                     |
| 06:50    | 오늘의 강론 (월~토)                                         | 오늘의 강론 부산 (월~토)                                          | 오늘의 강론 대전 (월~토)                                      | 오늘의 강론 대구경북 (월~토)                                                                 | 오늘의 강론 광주전남 (월~토)                                     |
| 06:50    | 공동의 집 지구 (일)                                         |                                                                   |                                                               |                                                                                              |                                                                  |
| 07:00    | 오수진의 행복을 여는 아침 (월~토) 1부                       | 오수진의 행복을 여는 아침 (월~토) 1부                             | 오수진의 행복을 여는 아침 (월~토) 1부                         | 오수진의 행복을 여는 아침 (월~토) 1부                                                        | 오수진의 행복을 여는 아침 (월~토) 1부                            |
| 07:00    | 박동호 신부의 사회교리 (일)                                 |                                                                   |                                                               |                                                                                              |                                                                  |
| 08:00    | 오수진의 행복을 여는 아침 (월~토) 2부                       | 오수진의 행복을 여는 아침 (월~토) 2부                             | 오수진의 행복을 여는 아침 (월~토) 2부                         | 오수진의 행복을 여는 아침 (월~토) 2부                                                        | 오수진의 행복을 여는 아침 (월~토) 2부                            |
| 08:00    | 이주의 책 (일)                                              |                                                                   |                                                               |                                                                                              |                                                                  |
| 09:00    | 참 좋은 오늘 은빛수녀입니다                                 | 참 좋은 오늘 은빛수녀입니다                                       | 참 좋은 오늘 은빛수녀입니다                                   | 참 좋은 오늘 은빛수녀입니다                                                                  | 참 좋은 오늘 은빛수녀입니다                                      |
| 10:00    | 장일범의 유쾌한 클래식 1부 (월~토)                          | 장일범의 유쾌한 클래식 1부 (월~토)                                | 장일범의 유쾌한 클래식 1부 (월~토)                            | 장일범의 유쾌한 클래식 1부 (월~토)                                                           | 장일범의 유쾌한 클래식 1부 (월~토)                               |
| 10:00    | 이준형의 비욘드 클래식 1부 (일)                             |                                                                   |                                                               |                                                                                              |                                                                  |
| 11:00    | 장일범의 유쾌한 클래식 2부 (월~토)                          | 사랑이 있는 세상 (평일) 장일범의 유쾌한 클래식 2부 (토)           | 생방송, 평화를 빕니다! (평일) 장일범의 유쾌한 클래식 2부 (토) | 장일범의 유쾌한 클래식 2부 (월~토)                                                           | 장일범의 유쾌한 클래식 2부 (월~토)                               |
| 11:00    | 이준형의 비욘드 클래식 2부 (일)                             |                                                                   |                                                               |                                                                                              |                                                                  |
| 12:00    | cpbc 정오종합뉴스 (평일)                                    | cpbc 정오종합뉴스 (평일)                                          | cpbc 정오종합뉴스 (평일)                                      | cpbc 정오종합뉴스 (평일)                                                                     | cpbc 정오종합뉴스 (평일)                                         |
| 12:00    | 이인혜의 아름다운 사랑 아름다운 나눔 (주말)                 |                                                                   |                                                               |                                                                                              |                                                                  |
| 12:07    | cpbc 정오종합뉴스 (평일)                                    | cpbc 정오종합뉴스 부산 (평일)                                     | cpbc 정오종합뉴스 (평일)                                      | cpbc 정오종합뉴스 대구경북 (평일)                                                            | cpbc 정오종합뉴스 광주전남 (평일)                                |
| 12:15    | 신부님 신부님 우리 신부님 (평일) 1부                        | 신부님 신부님 우리 신부님 (평일) 1부                              | 신부님 신부님 우리 신부님 (평일) 1부                          | 신부님 신부님 우리 신부님 (평일) 1부                                                         | 신부님 신부님 우리 신부님 (평일) 1부                             |
| 13:00    | 신부님 신부님 우리 신부님 (평일) 2부                        | 신부님 신부님 우리 신부님 (평일) 2부                              | 신부님 신부님 우리 신부님 (평일) 2부                          | 신부님 신부님 우리 신부님 (평일) 2부                                                         | 신부님 신부님 우리 신부님 (평일) 2부                             |
| 13:00    | 토요특집 신부들의 수다 (토)                                 | (주관제작)                                                        | 토요특집 신부들의 수다 (토)                                   | 토요특집 신부들의 수다 (토)                                                                  | 토요특집 신부들의 수다 (토)                                      |
| 13:00    | 성경약방 (일)                                               |                                                                   |                                                               |                                                                                              |                                                                  |
| 14:00    | 2시N뮤직 김빛나입니다 1부 (월~토)                           | 2시N뮤직 김빛나입니다 1부 (월~목, 토) 하느님과 하나되는 하루 (금) | 2시N뮤직 김빛나입니다 1부 (월~토)                             | 아녜스의 행복찻집 (월~금) 토요일! 신나는 세상 이야기(토)                                     | 향기로운 오후, 주님과 함께 (평일) 2시N뮤직 김빛나입니다 1부 (토) |
| 14:00    | 오석준 신부의 생명은 사랑입니다 (일)                        |                                                                   |                                                               |                                                                                              |                                                                  |
| 15:00    | 2시N뮤직 김빛나입니다 2부 (월~토)                           | 2시N뮤직 김빛나입니다 2부 (월~목, 토) 하느님과 하나되는 하루 (금) | 2시N뮤직 김빛나입니다 2부 (월~토)                             | 2시N뮤직 김빛나입니다 2부 (월~토)                                                            | 2시N뮤직 김빛나입니다 2부 (월~토)                                |
| 15:00    | 군종의 시간 (일)                                            |                                                                   |                                                               |                                                                                              |                                                                  |
| 16:00    | 기도의 오솔길                                               | 기도의 오솔길                                                     | 기도의 오솔길                                                 | 기도의 오솔길                                                                                | 기도의 오솔길                                                    |
| 16:50    | 오늘의 강론 (월~토, 재방송)                                 | 오늘의 강론 부산 (월~토, 재방송)                                  | 오늘의 강론 대전 (월~토, 재방송)                              | 오늘의 강론 대구경북 (월~토, 재방송)                                                         | 오늘의 강론 광주전남 (월~토, 재방송)                             |
| 16:50    | 공동의 집 지구 (일, 재방송)                                 |                                                                   |                                                               |                                                                                              |                                                                  |
| 17:00    | 신나라의 달콤한 5시 (월~토)                                 | 다정다감 다섯시 (평일) 신나라의 달콤한 5시 (토)                   | 신나라의 달콤한 5시 (월~토)                                   | 2025년 희년 세계 평화를 위한 기도 (평일) 5시엔 설레는 라디오 (평일) 신나라의 달콤한 5시 (토) | 함께하는 세상, 오늘 (평일) 신나라의 달콤한 5시 (토)              |
| 17:00    | 최대환 신부의 음악서재 1부 (일)                             |                                                                   |                                                               |                                                                                              |                                                                  |
| 18:00    | 평화의 기도                                                 | 평화의 기도                                                       | 평화의 기도                                                   | 삼종기도                                                                                     | 평화의 기도                                                      |
| 18:05    | 김준일의 뉴스공감 (평일)                                    | 김준일의 뉴스공감 (평일)                                          | 김준일의 뉴스공감 (평일)                                      | 김준일의 뉴스공감 (평일)                                                                     | 김준일의 뉴스공감 (평일)                                         |
| 18:05    | 다문화특집 우리가 무지개처럼 (토)                           |                                                                   |                                                               |                                                                                              |                                                                  |
| 18:05    | 최대환 신부의 음악서재 2부 (일)                             |                                                                   |                                                               |                                                                                              |                                                                  |
| 19:00    | 음악이 있는 저녁 풍경 김형중입니다 (평일)                   | 음악이 있는 저녁 풍경 김형중입니다 (평일)                         | 음악이 있는 저녁 풍경 김형중입니다 (평일)                     | 음악이 있는 저녁 풍경 김형중입니다 (평일)                                                    | 음악이 있는 저녁 풍경 김형중입니다 (평일)                        |
| 19:00    | 성기완의 명동연가 (주말)                                    |                                                                   |                                                               |                                                                                              |                                                                  |
| 21:00    | 한반도 평화를 위한 기도                                     | 한반도 평화를 위한 기도                                           | 한반도 평화를 위한 기도                                       | 한반도 평화를 위한 기도                                                                      | 한반도 평화를 위한 기도                                          |
| 21:02    | 당신을 위한 BGM (월~토) 이준형의 비욘드 클래식 (일, 재방송) | 당신을 위한 BGM (월~토) 이준형의 비욘드 클래식 (일, 재방송)       | 당신을 위한 BGM (월~토) 이준형의 비욘드 클래식 (일, 재방송)   | 당신을 위한 BGM (월~토) 세실리아의 달콤한 클래식 (일) 이준형의 비욘드 클래식 (일, 재방송)    | 당신을 위한 BGM (월~토) 이준형의 비욘드 클래식 (일, 재방송)      |
| 23:00    | 기도의 오솔길 (재방송)                                      | 기도의 오솔길 (재방송)                                            | 기도의 오솔길 (재방송)                                        | 기도의 오솔길 (재방송)                                                                       | 기도의 오솔길 (재방송)                                           |
| 23:50    | 오늘의 강론 (월~토, 재방송)                                 | 오늘의 강론 부산 (월~토, 재방송)                                  | 오늘의 강론 대전 (월~토, 재방송)                              | 오늘의 강론 대구경북 (월~토, 재방송)                                                         | 오늘의 강론 광주전남 (월~토, 재방송)                             |
| 23:50    | 공동의 집 지구 (일, 재방송)                                 |                                                                   |                                                               |                                                                                              |                                                                  |
| 00:00    | 라디오 고해소 비밀번호 1053 (월~토)                         | 라디오 고해소 비밀번호 1053 (월~토)                               | 라디오 고해소 비밀번호 1053 (월~토)                           | 라디오 고해소 비밀번호 1053 (월~토)                                                          | 라디오 고해소 비밀번호 1053 (월~토)                              |
| 00:00    | 찬양 거룩한 기쁨 (일)                                       |                                                                   |                                                               |                                                                                              |                                                                  |
| 01:00    | 그대에게 평화를 김부긍입니다 (재방송)                       | 그대에게 평화를 김부긍입니다 (재방송)                             | 그대에게 평화를 김부긍입니다 (재방송)                         | 그대에게 평화를 김부긍입니다 (재방송)                                                        | 그대에게 평화를 김부긍입니다 (재방송)                            |
| 01:45    | 묵주기도                                                    | 묵주기도                                                          | 묵주기도                                                      | 묵주기도                                                                                     | 묵주기도                                                         |

## 방송 시간
|                            | 0 | 1 | 2 | 3 | 4 | 5 | 6 | 7 | 8 | 9 | 10 | 11 | 12 | 13 | 14 | 15 | 16 | 17 | 18 | 19 | 20 | 21 | 22 | 23 | 비고 |
| -------------------------- | - | - | - | - | - | - | - | - | - | - | -- | -- | -- | -- | -- | -- | -- | -- | -- | -- | -- | -- | -- | -- | ---- |
| 월요일                     | ● | ● | ○ | ○ | ○ | ● | ● | ● | ● | ● | ●  | ●  | ●  | ●  | ●  | ●  | ●  | ●  | ●  | ●  | ●  | ●  | ●  | ●  |      |
| 화요일                     | ● | ● | ○ | ○ | ○ | ● | ● | ● | ● | ● | ●  | ●  | ●  | ●  | ●  | ●  | ●  | ●  | ●  | ●  | ●  | ●  | ●  | ●  |      |
| 수요일                     | ● | ● | ○ | ○ | ○ | ● | ● | ● | ● | ● | ●  | ●  | ●  | ●  | ●  | ●  | ●  | ●  | ●  | ●  | ●  | ●  | ●  | ●  |      |
| 목요일                     | ● | ● | ○ | ○ | ○ | ● | ● | ● | ● | ● | ●  | ●  | ●  | ●  | ●  | ●  | ●  | ●  | ●  | ●  | ●  | ●  | ●  | ●  |      |
| 금요일                     | ● | ● | ○ | ○ | ○ | ● | ● | ● | ● | ● | ●  | ●  | ●  | ●  | ●  | ●  | ●  | ●  | ●  | ●  | ●  | ●  | ●  | ●  |      |
| 토요일                     | ● | ● | ○ | ○ | ○ | ● | ● | ● | ● | ● | ●  | ●  | ●  | ●  | ●  | ●  | ●  | ●  | ●  | ●  | ●  | ●  | ●  | ●  |      |
| 일요일                     | ● | ● | ○ | ○ | ○ | ● | ● | ● | ● | ● | ●  | ●  | ●  | ●  | ●  | ●  | ●  | ●  | ●  | ●  | ●  | ●  | ●  | ●  |      |
| ● 방송중, ○ 방송종료(정파) |   |   |   |   |   |   |   |   |   |   |    |    |    |    |    |    |    |    |    |    |    |    |    |    |      |

## 주파수
| 방송국             | 호출부호 | 송신소        | 주파수     | 공중선전력 | 송신소 위치                                     |
| ------------------ | -------- | ------------- | ---------- | ---------- | ----------------------------------------------- |
| Cpbc FM            | HLQP-FM  | 관악산 송신소 | FM 105.3㎒ | 5㎾        | 경기 과천시 중앙동 산12-1 (넥스콘테크)          |
| 광주가톨릭평화방송 | HLDL-FM  | 무등산 송신소 | FM 99.9㎒  | 5㎾        | 광주 북구 금곡동 산1-1 (kbc 광주방송)           |
| 광주가톨릭평화방송 | HLDL-FM  | 구봉산 중계소 | FM 99.5㎒  | 1㎾        | 전남 여수시 여서동 산163-3                      |
| 대구가톨릭평화방송 | HLDK-FM  | 팔공산 송신소 | FM 93.1㎒  | 3㎾        | 경북 영천시 신녕면 치산리 산141-5 (TBC)         |
| 대구가톨릭평화방송 | HLDK-FM  | 김천 중계소   | FM 100.5㎒ | 50W        | 경북 김천시 평화동 406-1 (평화성당)             |
| 대구가톨릭평화방송 | HLDK-FM  | 안동 중계소   | FM 100.7㎒ | 500W       | 경북 안동시 북후면 신전리 산69                  |
| 대구가톨릭평화방송 | HLDK-FM  | 조항산 중계소 | FM 96.9㎒  | 500W       | 경북 포항시 남구 동해면 금광리 산28-3 (포항MBC) |
| 부산가톨릭평화방송 | HLDW-FM  | 황령산 송신소 | FM 101.1㎒ | 3㎾        | 부산 연제구 연산2동 산181-3 (KNN)               |
| 부산가톨릭평화방송 | HLDW-FM  | 녹산 중계소   | FM 101.5㎒ | 20W        | 부산 강서구 녹산동 산2-27 봉화산                |
| 부산가톨릭평화방송 | HLDW-FM  | 무룡산 송신소 | FM 93.7㎒  | 0.5㎾      | 울산 북구 화봉동 20-1 (ubc 울산방송)            |
| 부산가톨릭평화방송 | HLDW-FM  | 천주산 중계소 | FM 101.7㎒ | 1㎾        | 경남 창원시 의창구 정렬대로 149 (동정동 163-3)  |
| 대전가톨릭평화방송 | HLQO-FM  | 식장산 송신소 | FM 106.3㎒ | 3㎾        | 대전 동구 낭월동 300 (TJB 대전방송)             |

## 제공 시보
- cpbc 가톨릭평화방송 로고송
- 삼성전자

## 같이 보기
- KBS 제3라디오
- SBS 러브FM
- SBS 파워FM
- TBS eFM
- YTN 라디오
- EBS 1TV
- KTV 국민방송
- 연합뉴스TV JOB